# Probištip
Probištip (kyrillisch Пробиштип; albanisch Probishtipi, indefinit Probishtip; bulgarisch Про̀бищип Pròbischtip) ist eine Kleinstadt im Osten Nordmazedoniens und Amtssitz einer Opština, zu der noch 35 weitere Ortschaften gehören.
Die Gemeinde hat 16.193 Einwohner, während in der Stadt selbst 10.816 Menschen leben (Stand: Volkszählung 2002).

## Geographie
Probištip liegt östlich des Hügelzuges der Mangovica im Tal der Zletovska. Im Süden liegt das Kočansko Pole, eine nach Kočani benannte Hochebene, die typisch für Mazedonien ist. Im Nordosten beginnt das Bergland des Osogowo, in welchem sich die höchsten Berggipfel Ostmazedoniens befinden.

## Wirtschaft
Die Region ist reich an Blei-, Zink- und Silber-Vorkommen. Die früher Zletovo und heute Indo Minerals und Mines genannten Minen sind seit 1970 in Betrieb. Die Arbeitslosenquote lag 2002 in der Gemeinde bei 33,79 Prozent. Damit lag sie tiefer als der landesweite Durchschnitt von 38,07 Prozent.

## Kultur
Der lokale Fußballklub heißt FK Rudar Probištip und wurde 1947 gegründet.
Der Aqua Park Macedonia befindet sich im Norden der Stadt und ist ein überregional bekannter Wasserfreizeitpark.